# Факультет лісового господарства Харківського національного аграрного університету ім. В. В. Докучаєва
Факультет лісового господарства Харківського національного аграрного університету ім. В. В. Докучаєва — один із найстаріших навчальних підрозділів Харківського національного аграрного університету ім. В. В. Докучаєва, який готує фахівців за спеціальностями «Лісове господарство», «Садово-паркове господарство», «Соціологія».

## Історія
Заснування факультету відбулося на початку XIX століття, коли на теренах Царства Польського було створено Варшавську лісову школу згідно з Указом російського імператора Олександра І від 17 (5) жовтня 1816 року. Ініціатором її створення був граф Людвіг Костянтинович Плятер (1775—1846) — відомий письменник і громадський діяч, генеральний директор казенних лісів Царства Польського, вчений-лісівник, який заклав основи польської наукової лісівничої термінології.
Протягом наступних 100 років цей навчальний заклад, а також Петербурзький лісний інститут були єдиними установами які готували фахівців-лісівників у Росії.
У 1920-х роках на лісовому факультеті працювали видатні вчені-лісівники: професори І. О. Яхонтов, В. Я. Гурський, В. М. Андреєв, О. І. Колесников, В. В. Шкателев, О. Г. Марченко, Б. О. Шустов.
Серед випускників лісового факультету 1918—1930 років були майбутні видатні вчені: академік АН СРСР А. Б. Жуков, академік АН УРСР П. С. Погребняк, член-кореспондент ВАСГНІЛ С. С. П'ятницький, академік ВАСГНІЛ С. С. Соболєв, доктор біологічних наук А. В. Гурський, професор Ф. Н. Харитонович, О. Г. Марченко, П. П. Ізюмський, М. М. Дрюченко.
У 1930 році на базі кафедри лісівництва та лісознавства, а також кафедри економіки й організації лісового господарства під керівництвом професора О. Г. Марченка був організований науково-дослідний інститут лісового господарства, першим науковим керівником і консультантом якого став дослідник в галузі лісівництва і степового лісорозведення Г. М. Висоцький (нині УкрНДІЛГА імені Г. М. Висоцького).
У 1956 році організований Скрипаївський навчально-дослідний лісгосп як навчально-експериментальна база Харківського сільськогосподарського інституту ім. В. В. Докучаєва. До нього увійшли ліси Мохначанського і Скрипаївського лісництв.
У 1961 році факультету не стало, як і в 30-ті роки. Кафедри з лісових спеціальностей були об'єднані в одну — кафедру агролісомеліорації й лісівництва, яка увійшла до складу агрономічного факультету. Підготовку спеціалістів лісового господарства була відновлено 1998 року.
Нині факультет здійснює підготовку молодших бакалаврів, бакалаврів і магістрів за спеціальністю 205 «Лісове господарство» (денна й заочна форми навчання), бакалаврів та магістрів за спеціальністю 206 «Садово-паркове господарство» (денна й заочна форми), бакалаврів за спеціальністю 054 «Соціологія» (денна й заочна форми).
На факультеті працюють 50 співробітників, у тому числі 38 осіб професорсько-викладацького складу, із них 10 докторів наук і професорів та 23 кандидати наук і доценти.
Матеріально-технічна база факультету включає 24 навчальні аудиторії, лабораторію насінництва і розсадництва кафедри лісових культур, музей природи, дендрологічний парк ХНАУ, лісовий розсадник, розарій та ДП «Скрипаївське навчально-дослідне лісове господарство».

## Етапи розвитку
- Варшавська лісова школа (1816—1832)
- Лісове відділення Інституту сільського господарства та лісівництва в Маримонті (1840—1862)
- Лісове відділення Політехнічного і землеробсько-лісного інституту в Пулавах (Нова Олександрія) (1862—1863)
- Лісове відділення Ново-Олександрійського інституту сільського господарства та лісівництва (1869—1914)
- Лісове відділення Ново-Олександрійського інституту сільського господарства та лісівництва в Харкові (1914—1921)
- Лісовий факультет Харківського сільськогосподарського інституту (1921—1930)
- Лісомеліоративний і лісовий факультет Харківського сільськогосподарського інституту ім. В. В. Докучаєва (1946—1961)
- Лісове відділення агрономічного факультету Харківського державного аграрного університету ім. В. В. Докучаєва (1998—2002)
- Факультет лісового господарства Харківського національного аграрного університету ім. В. В. Докучаєва (із 2002 р.).

## Науково-дослідна робота
Напрям наукової роботи факультету лісового господарства: дослідження особливостей формування лісостанів, удосконалення технологій і способів лісогосподарських заходів, а також лісовідновлення і лісорозведення в переважаючих типах лісу природних зон Лівобережної України. На факультеті працюють гуртки з лісівництва, лісознавства, таксації, дендрології, ландшафтного озеленення, лісових культур, біометрії, лісової меліорації, мисливствознавства, історії і культури України.
Наукові школи:
- Лісоекологічно-типологічна школа професора Б. Ф. Остапенка
- Лісознавчо-селекційна школа професора С. С. П’ятницького
- Лісомеліоративна школа професора М. А. Лохматова

## Декани факультету
1. Марченко Олександр Григорович, професор (1921—1922)
2. Шустов Борис Олексійович, професор (1922—1925)
3. Колесніков Олександр Іванович, професор (1925—1929)
4. Андріїв Володимир Миколайович, професор (1929—1930)
5. Петренко Якім Іванович, професор (1946—1949)
6. Бузовір Федір Якович, доцент (1949—1955)
7. П'ятницький Сергій Сергійович, професор (1955—1961)
8. Полив'яний Анатолій Михайлович, доцент (2002—2015)
9. Ведмідь Микола Максимович, професор університету (із 2016 р.)

## Кафедри
До складу факультету входять п'ять кафедр

### Кафедра лісівництва ім. Б.Ф.Остапенка
Витоки кафедри сягають 1816 року, коли було створено Варшавську лісову школу. У 1862 році започатковано окремий підрозділ — лісовий кабінет при лісовому відділенні Політехнічного і рільничо-лісового інституту в посаді Нова Олександрія (м. Пулави, Польща). Першим завідувачем лісового кабінету став професор А. І. Голляк. У 1875 році лісовий кабінет Ново-Олександрійського інституту сільського господарства та лісівництва очолив доцент Й. С. Красуський. Упродовж 1893—1905 років першим завідувачем кафедри лісівництва був ад’юнкт-професор В. Ю. фон Бранке. Із 1906 до 1917 років кафедрою лісівництва керував ад’юнкт-професор М. Г. Шольц фон Ашерслебен. У 1914 році кафедру в складі інституту переведено до м. Харкова. У 1925 р. кафедру загального лісівництва очолив учений-лісівник, професор, академік ВАСГНІЛ і АН УРСР Г. М. Висоцький. У 1949 р. завідувачем кафедри загального лісівництва і дендрології став професор С. С. П’ятницький. Протягом 1971—2005 років кафедру агролісомеліорації та лісівництва очолював професор Б. Ф. Остапенко. У 1975 р. при кафедрі створено Музей природи. У 2005 р. завідувачем кафедри лісівництва призначено професора В. П. Ткача. Із 2012 року кафедрою лісівництва керував доцент А. М. Салтиков. У 2015—2016 роках кафедру очолював професор В. П. Пастернак. У 2016—2018 роках кафедрою завідувала професор В. Л. Мєшкова. У 2018—2020 роках на чолі кафедри був професор О. К. Поляков. Із 2020 року кафедрою завідує доктор біологічних наук Ю. В. Карпець.
Основні напрями науково-дослідної роботи кафедри: структурно-функціональні особливості природного поновлення лісових екосистем; вивчення продуктивності та стійкості лісових фітоценозів; лісова типологія та закономірності формування типів лісу; біорізноманіття лісових екосистем; лісова селекція та перспективи її використання в лісовому господарстві; інтегрований захист лісу. У лабораторних умовах і в дендропарку університету вивчають фундаментальні основи адаптації деревних рослин до дії стресорів, проводять апробаційні дослідження інноваційних методів підвищення їх стійкості та біопродуктивності за впливу комплексу несприятливих факторів. На території лісомисливських підприємств Харківської області на стаціонарних об’єктах здійснюють щорічні безперервні польові дослідження з вивчення чисельності, розповсюдження і стану мисливської фауни. Вивчають стан інтродуцентів у декоративних і рекреаційних насадженнях, поширення інвазійних видів на території дендропарку, збереження рідкісних і реліктових видів. Проводять типологічні й ентомологічні дослідження у лісових насадженнях Лівобережного Лісостепу.
Із 1975 року при кафедрі діє Музей природи, у якому представлено зразки флори та фауни півночі Євразії. Музей
складається з двох експозицій – лісівничої та природоохоронної. Лісівнича експозиція висвітлює історію лісового господарства і роль лісу в житті суспільства, а також історію факультету лісового господарства ХНАУ ім. В. В. Докучаєва. Природоохоронна експозиція складається з дев’яти діорам («Біосфера», «Арктична зона», «Тундра», «Лісотундра», «Пустелі і напівпустелі», «Моря», «Червона книга» та ін.) і п’яти панорам («Тайга», «Зона широколистяних лісів»,«Лісостеп», «Степ» тощо), що дають уявлення про клімат, тваринний і рослинний світ, екологічні проблеми основних природних зон.

### Кафедра лісових культур і меліорацій
Кафедру лісових культур було створено 1919 року на лісовому факультеті Харківського інституту сільського господарства, першим завідувачем якої став учений в галузі лісорозведення, фізіології та екології деревних рослин, професор А. П. Тольський. У 1922 році кафедру очолив професор І. О. Яхонтов — видатна постать у сфері лісокультурної і лісонасіннєвої справи, деревинознавства, організатор лісових і плодово-ягідних розсадників в Україні. На початку 1920-х років сформовано кафедру лісових меліорацій, яку очолив фахівець зі степового лісорозведення та лісового ґрунтознавства, професор І. М. Степанов, згодом — науковець, лісівник-практик, професор В. Я. Гурський. Протягом 1946—1952 років кафедрою знову завідував професор І. О. Яхонтов. У 1953 році кафедру очолив професор Д. В. Воробйов — учений в галузі лісівництва, геоботаніки, один із фундаторів української школи лісової типології. Упродовж 1934–1940 років курс агролісомеліорації читав професор Г. М. Висоцький — корифей у галузі лісівництва, ґрунтознавства, геоботаніки, географії, гідрології, степового лісорозведення, академік ВАСГНІЛ і АН УРСР.  У 1956 році організовано «Навчально-дослідне лісове господарство «Скрипаї» (нині — ДП «Скрипаївське НДЛГ») як навчально-експериментальну базу Харківського сільськогосподарського інституту ім. В.В. Докучаєва площею 8549 га. Скрипаївський навчальний лісгосп став полігоном для різноманітних досліджень лісознавчої та лісівничої спрямованості. Було організовано дослідження та виробничі досліди з лісової селекції й лісового насінництва, вирощування садивного матеріалу і створення й вирощування лісових культур. Після відновлення у 1998 році факультету лісового господарства розпочалася новітня історія кафедри лісових культур і меліорацій, яку протягом 1999—2007 років очолював заступник голови Державного комітету лісового господарства України, кандидат с.-г. наук, доцент М. М. Ведмідь. Згодом завідувачами кафідри були доктор с.-г. наук, професор В. Л. Мєшкова, кандидат с.-г. наук, професор університету О. Б. Величко та доктор с.-г. наук, професор Г. Б. Гладун. Із 2017 року завідувачем кафедри призначено доктора с.-г. наук, старшого наукового співробітника С. П. Распопіну.
Науково-дослідна робота кафедри: удосконалення технологій вирощування садивного матеріалу і створення лісових культур; реконструкція малоцінних насаджень; лісовідновлення та лісорозведення на малопродуктивних землях; сталий розвиток агролісомеліоративних комплексів; сприяння природному поновленню дуба звичайного; проєктування різних об’єктів меліорації; перспективні породи-інтродуценти для лісового господарства.
У дендропарку ХНАУ ім. В. В. Докучаєва викладачі кафедри спільно зі студентами заклали лісовий розсадник, що разом із теплицею, захисними смуговими лісонасадженнями, лісонасінними плантаціями сосни та лісовим фондом ДП «Скрипаївське НДЛГ ХНАУ ім. В. В. Докучаєва» є базою для проведення практичних занять, навчальних практик, дипломних проєктувань, науково-дослідної роботи.

### Кафедра лісоуправління, лісоексплуатації та безпеки життєдіяльності
Початком заснування кафедри вважається 1887 рік, коли окремо від кабінету лісівництва організували кабінет лісовпорядкування, таксації й адміністрації лісів, який очолив ад’юнкт-професор О. К. Краузе. До цього часу в лісовому кабінеті лекції з лісової таксації та управління лісами читали приват-доценти Й. С. Красуський і О. К. Краузе. Реформування інституту в. о. директора, професором В. В. Докучаєвим призвело до відкриття на базі наявних кабінетів відповідних кафедр. У процесі реорганізаційних етапів великий вклад у викладання дисциплін зробили вчені-педагоги: ад’юнкт-професор, завідувач кафедри лісовпорядкування, лісової таксації та лісоуправління М. М. Орлов (1894), ад’юнкт-професор, завідувач кафедри лісокористування М.М. Бурий (1901). У 1904 році кафедру лісовпорядкування, лісової таксації та лісоуправління очолив ад’юнкт-професор О. Г. Марченко, а новостворену кафедру лісокористування — ад’юнкт-професор Й. Г. Сурож. Із 1917 до 1930 року професором і завідувачем кафедри лісової таксації був Б. О. Шустов. У період відкриття лісового відділення на агрономічному факультеті (1998) та відновлення роботи факультету лісового господарства (2002) навчальні дисципліни кафедри викладали: Л. І. Ткач (завідувач кафедри у 2008–2015 рр.), В. І. Ємельянов, С. І. Костяшкін, А. В. Полупан, І. М. Усцький, І. О. Сєвідова (завідувач кафедри у 2015–2016 рр.). Кафедру лісоуправління та лісоексплуатації на факультеті лісового господарства ХНАУ ім. В. В. Докучаєва поновлено у 2008 році. Згідно з Наказом ректора університету № 709 від 26 жовтня 2017 р. «Про перейменування кафедр», шляхом реорганізації створено кафедру лісоуправління, лісоексплуатації та безпеки життєдіяльності, до складу якої ввійшли викладачі та співробітники з двох кафедр: лісоуправління та лісоексплуатації і механізації та електрифікації сільськогосподарського виробництва і безпеки життєдіяльності. Очолив кафедру доктор с.-г. наук, професор В. П. Пастернак.
Напрями науково-дослідної роботи кафедри : моніторинг лісів; удосконалення соціально-економічної складової в системі лісоуправління та лісоексплуатації; лісівничо-екологічний макрокомплекс і продуктивність типів лісу Лісостепу Харківщини; економіка, організація, система управління лісами та лісовим господарством, аналіз економічної діяльності, оптимізація організаційно–виробничої структури і організаційно-правовий механізм лісового сектору; особливості формування та хід росту вільхових деревостанів Лівобережного Лісостепу України. Провідною науковою темою кафедри є «Розвиток соціально-економічних і природоохоронних чинників системи лісоуправління та лісоексплуатації в ринкових умовах».

### Кафедра садово-паркового господарства
Історія створення кафедри пов’язана з початком ХІХ ст., коли в Маримонтському, а пізніше — в Ново-Олександрійському інституті сільського господарства та лісівництва у штаті співробітників була посада вченого садівника. В різні роки її обіймали: Антон Бердовський (1858—1862), Ігнатій Гануш (1862—1866), Фрідріх Пельда (1869—1876), Володимир Скробішевський (1876—1879), Петро Маєвський (1881—1883), Франц Коржинек (1888—1893), Вікентій Хмелевський (1893—1902), Микола Цінгер (1903—1907), Рудольф Бетнер (1912—1914). У ХСГІ перші реформаторські кроки з підготовки спеціалістів за напрямом «Садово-паркове господарство» зробив учений, педагог і практик, фахівець у галузі садово-паркового господарства, професор О. І. Колесніков (1888—1972). Науковець започаткував нову школу з озеленення населених пунктів. У період відновлення роботи факультету (1946—1961) лекції із садово-паркового господарства читала доцент кафедри лісівництва і дендрології П. Д. Кондратенко, а після закриття факультету в 1961 році навчальні дисципліни з організації території садово-паркових об’єктів викладали на факультеті архітектури сільського будівництва (1972—1980). У 2014 році на факультеті лісового господарства створено кафедру садово-паркового господарства. Очолив кафедру доктор с.-г. наук, професор Г. Б. Гладун, у 2016 році — доктор біологічних наук, професор М. О. Горін. Протягом 2018—2020 років кафедрою керувала доктор біологічних наук, професор, заслужений діяч науки і техніки України Г. Т. Гревцова. Із 2020 року посаду завідувача кафедри обіймає кандидат с.-г. наук, доцент А. Г. Булат. 
У 2018 році розпочато підготовку бакалаврів за спеціальністю 206 «Садово-паркове господарство» на денній та заочній формах навчання. На кафедрі створено навчально-наукову лабораторію, на базі якої здобувачі першого (бакалаврського) та другого (магістерського) рівнів вивчають технології вирощування трав’янистих і деревних рослин. Експериментальною навчально-науковою базою кафедри є «Дендрологічний парк загальнодержавного значення Харківського НАУ ім. В. В. Докучаєва».
На кафедрі викладають дисципліни: наукові методи досліджень в СПГ, агротехніка зеленого будівництва, тепличне господарство, декоративне рослинництво, лісопаркове господарство, озеленення населених місць, рекультивація урбанізованих земель, планування садово-паркового господарства, експлуатація садово-паркових об’єктів, паркова фітоценологія, основи фахової підготовки, дендропроектування, архітектоніка рослин, захист декоративних рослин.

### Кафедра філософії, історичних і соціальних дисциплін
Суспільствознавчі науки в університеті викладають з 1922 року. У 1924 році створено кафедру історичного матеріалізму, яка забезпечувала викладання суспільних дисциплін «Історичний матеріалізм», «Економічна географія», «Історія класової боротьби», «Радянське будівництво». У 1931 році викладали навчальний курс діалектичного матеріалізму. У 1932 році створено кафедру діалектичного матеріалізму. У 1934 році створено кафедру філософії, завідувачем якої обрано професора Д. Ф. Остряніна. У 1938 році засновано кафедру марксизму-ленінізму, яка забезпечувала викладання курсів «Основи марксизму-ленінізму» і «Політична економія». Завідувачем кафедри призначено доцента Ф. Ф. Абрамова. У 1947 році при кафедрі створено навчально-методичний кабінет. Із 1949 до 1952 року кафедру марксизму-ленінізму очолював доцент А. Н. Шмалько, із 1953 року — кандидат філософських наук, доцент М. О. Челак. Протягом 1952—1953 років кафедра здійснювала викладання розширених курсів з діалектичного та історичного матеріалізму, а з 1956 року упроваджено дисципліни «Історія КПРС» і «Діалектичний та історичний матеріалізм», у 1963—1964 роках уведено курс «Науковий комунізм». У вересні 1965 року рішенням ученої ради інституту кафедру марксизму-ленінізму реорганізували: було створено кафедру марксистсько-ленінської філософії і кафедру історії КПРС та наукового комунізму. Завідувачами кафедри історії КПРС та наукового комунізму у 1960—1970-х роках працювали: ветеран війни, доцент В. Я. Куплевахський і учасник війни, ветеран праці доцент М. А. Сай. Із 1991 року згідно з рішенням вченої ради університету кафедру перейменовано на кафедру історичних і соціально-політичних дисциплін. На кафедрі викладали дисципліни «Історія України», «Історія української культури», «Культурологія», «Політологія», «Соціологія» і «Країнознавство». Із 2008 року кафедру очолив кандидат історичних наук, доцент, професор університету А. І. Кравцов. Із 2012 року на кафедрі запроваджено правові дисципліни «Правознавство», «Аграрне право», «Адміністративне право», «Господарське право», «Інвестиційне право», «Фінансове право», «Трудове право», «Підприємницьке право». Протягом 2014–2017 років кафедра мала назву історичних, соціальних і правових дисциплін.
Кафедра філософії має спільне історичне минуле з кафедрою історичних і соціальних дисциплін протягом 1922–1965 років. У 1932 році створено кафедру діалектичного та історичного матеріалізму, яку спочатку очолив професор Д. О. Нестеренко, а в 1933 р. — випускник аспірантури атеїстичного відділення Українського науково-дослідного інституту педагогіки Д. Х. Острянин. Започаткований ним напрям кафедральних досліджень у сфері філософського аналізу природознавства став визначальним для кафедри і вилився у сучасну проблематику — філософію геокультури. У 1934—1937 роках існувала кафедра філософії, яку з 1938 року перейменовано на кафедру марксизму-ленінізму з викладанням основ марксизму-ленінізму та політичної економії. Із 1952 року на кафедрі викладалися розширені курси з діалектичного та історичного матеріалізму. У 70—90 роках ХХ ст. кафедру очолювали доценти М. П. Мельниченко, О. О. Костенко, Р. В. Жердєв, О. С. Сметанін, Є. О. Антонов, М. І. Ткаленко. Згодом кафедрою завідували:  кандидат філософських наук, професор А. П. Заздравнов (2000—2013); кандидат філософських наук, доцент, професор університету Ю. М. Гаврилюк (2013—2017).
На виконання рішення вченої ради університету наказом ректора від 26 жовтня 2017 року «Про об’єднання кафедр» створено кафедру філософії, історичних і соціальних дисциплін, завідувач кафедри доцент, професор ХНАУ А. І. Кравцов. У 2019 році на базі кафедри відкрито набір на спеціальність 054 «Соціологія» ОР "Бакалавр".  
Провідною науковою темою кафедри є «Історичні, соціологічні, філософські та геокультурні проблеми аграрної освіти і науки». Центром із наукового дослідження понад 200-річних традицій аграрної освіти і науки є Музей історії ХНАУ. Ініціаторами створення музею були: доцент І. Д. Фурсенко, професор Р. І. Киричок, старший викладач В. А. Зозуля, які не тільки відобразили історію університету та науково-педагогічну спадщину докучаєвців, але й зробили його осередком патріотичного виховання студентської молоді.

## Випускники
Видатні діячі лісівничої науки і практики:
- доктори наук, академіки: А. Б. Жуков, П. С. Погребняк, С. С. Соболєв
- члени-кореспонденти: П. С. Піщемука, С. С. П'ятницький
- професори: А. Я. Голляк, С. З. Курдіані, І. О. Яхонтов, В. Е. Шмідт, О. І. Колесніков, Ф. М. Харитонович, А. Г. Міхович, М. М. Дрюченко, П. П. Ізюмський, М. А. Лохматов, О. К. Поляков, Г. Т. Гревцова.